# Pandemia de COVID-19 no Afeganistão
Este artigo documenta os impactos da pandemia de COVID-19 no Afeganistão e pode não incluir todas as principais respostas e medidas contemporâneas.

## Linha do tempo

### Fevereiro
- 24 de fevereiro de 2020 - o Afeganistão confirma primeiro caso de coronavírus, uma pessoa de 35 anos que havia viajado para Qom.[1][2]

### Março
- 16 de março de 2020 
  - os talibãs, ou emirado islâmico decidem cooperar na luta contra o coronavírus.
  - o país confirma 22 casos de pessoas infectadas com o coronavírus.[3]
- 22 de março de 2020 - primeira morte ligada ao Covid-19: uma pessoa, oriunda da província de Balkh, no norte do Afeganistão, que tinha um histórico clínico e que morreu em casa.[4]
- 26 de março de 2020
  - o governo do Afeganistão decide soltar 10 mil detentos para que a pandemia do coronavírus não se espalhe entre a população carcerária do país, especialmente entre detentos dos grupos de risco.
  - o país contabiliza 90 casos de pessoas infectadas pelo vírus e três mortes[5]

### Abril
- 18 de abril de 2020 - cerca de 20 funcionários do presidente afegão Ashraf Ghani testam positivo para coronavírus.[6]
- 22 de abril de 2020 - o Afeganistão confirma 1.093 casos de COVID-19 e 36 vítimas fatais.[7]

### Maio
- 21 de Maio de 2020 - O Afeganistão confirma 8.676 casos de COVID-19 e 193 mortos.